# Czesław Koepke
Czesław Andrzej Koepke (ur. 1952 w Chełmnie) – polski fizyk, profesor nauk fizycznych; specjalizuje się w fizyce ciała stałego, optoelektronice oraz spektroskopii ciała stałego; profesor zwyczajny Instytutu Fizyki Wydziału Fizyki, Astronomii i Informatyki Stosowanej Uniwersytetu Mikołaja Kopernika.

## Życiorys
Studia w Instytucie Fizyki toruńskiego UMK ukończył w 1976 i na tej uczelni zdobywał kolejne stopnie i awanse akademickie. Doktoryzował się w 1983. Staż podoktorski odbył w amerykańskim Boston University (1988–1991). Habilitował się w 1994 na podstawie oceny dorobku naukowego i publikacji pt. Spektroskopia stanu wzbudzonego kompleksów molekularnych w ciele stałym. Tytuł profesora nauk fizycznych został mu nadany w 2006. W Instytucie Fizyki UMK pracuje w Zakładzie Optoelektroniki oraz pełni funkcję kierownika Zespołu Spektroskopii Materiałów Laserowych.
Swoje prace publikował m.in. w „Optical Materials", „Physical Review B", „Journal of Luminescence" oraz w „Journal of Physics: Condensed Matter".
Należy do Polskiego Towarzystwa Fizycznego.